# 성남제일초등학교
성남제일초등학교는 대한민국 경기도 성남시 중원구에 있는 공립 초등학교이다.

## 학교 연혁
- 1970. 03. 02. 성남제1국민학교 개교
- 1996. 03. 01. 성남제1초등학교로 교명 변경
- 2004. 03. 01. 성남제일초등학교로 교명 변경
- 2013. 02. 22. 학력향상형 창의경영학교 최우수 기관표창(교육과학기슬부장관)
- 2013. 03. 01. 교육부지정 연구학교(교육과정/학교경영)-2년간 운영
- 2014. 02. 28. 학력향상형 창의경영학교 우수 기관표창(경기도교육감)
- 2014. 09. 01. 제17대 최세율 교장선생님 취임
- 2015. 02. 13. 제45회 졸업식(111명 졸업, 총19,041명)
- 2015. 03. 01. 병설유치원 4학급, 돌봄 2학급 편성
- 2015. 03. 01. 23학급(특수학급 2학급 포함) 편성
- 2023. 03. 01. 제21대 김재홍 교장선생님 취임
- 2023. 03. 01. 20학급(특수 1학급 포함), 유치원 4학급 편성
- 2023. 03. 01. 2023 특색교육활동으로 독서교육, 목공체험, 씨름 운동부 운영
- 2023. 04. 01. 22학급(특수 1학급 포함), 유치원 4학급 편성